# 多芬
多芬（英語：Dove）是联合利华旗下的品牌之一。

## 概要
多芬是聯合利華旗下的个人护理品牌，始创于1957年。多芬产品主要在阿根廷、澳大利亚、巴西、加拿大、德国、印度、爱尔兰、荷兰、泰国、土耳其、美国和中国生产。在150多个国家销售，不仅有女性用产品，还有男性用产品。多芬的商标与品牌现由联合利华持有。多芬的英文标志（Dove）下有一个像鸽子的剪影，有多种颜色。

## 产品
- 止汗剂/除臭剂
- 沐浴液
- 乳液/保湿

多芬产品的pH值为6.5-7.5之间。

## 产品图片集

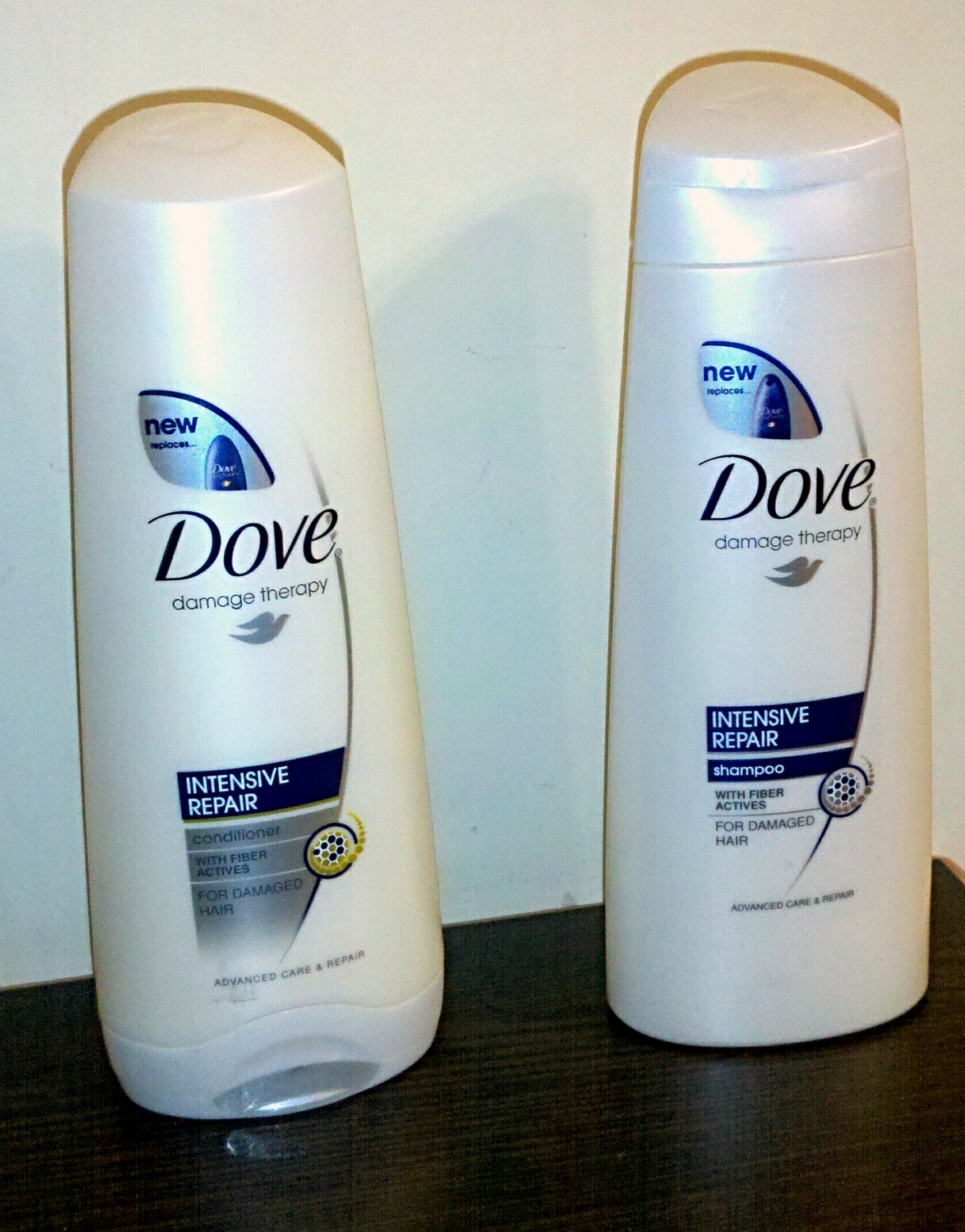
多芬洗发水和护发素